# 천 지표
대수적 위상수학에서 천 지표([陳]指標, 영어: Chern character)는 복소수 벡터 다발에 대응되는 유리수 계수 특성류이다. 위상 K이론에서 (유리수 계수) 특이 코호몰로지로 가는 환 준동형을 이룬다.

## 정의
위상 공간 {\displaystyle X}가 주어졌다고 하자. 그 위의 유리수 계수 호몰로지 군
{\displaystyle \operatorname {H} ^{\bullet }(X;\mathbb {Q} )}
은 유리수 벡터 공간이다. 이 경우,
{\displaystyle \overbrace {\operatorname {H} ^{\bullet }(X;\mathbb {Q} )} }
가 그 속의 (형식적) 가산 무한 합들의 유리수 벡터 공간이라고 하자. 즉, {\displaystyle \operatorname {H} ^{\bullet }(X;\mathbb {Q} )}의 임의의 기저 {\displaystyle (\alpha _{i})_{I\in I}}를 잡으면
{\displaystyle \operatorname {H} ^{\bullet }(X;\mathbb {Q} )\cong \bigoplus _{i\in I}\mathbb {Q} }
인데,
{\displaystyle \overbrace {\operatorname {H} ^{\bullet }(X;\mathbb {Q} )} =\prod _{i\in I}\mathbb {Q} }
로 정의하자. (만약 {\displaystyle \operatorname {H} ^{\bullet }(X;\mathbb {Q} )}가 유한 차원이라면, 즉 만약 {\displaystyle I}가 유한 집합이라면, {\displaystyle \overbrace {\operatorname {H} ^{\bullet }(X;\mathbb {Q} )} =\operatorname {H} ^{\bullet }(X;\mathbb {Q} )}이다.)

### 분할 원리를 통한 정의
{\displaystyle X} 위의 복소수 선다발 {\displaystyle L}의 천 지표는 1차 천 특성류의 (형식적) 지수 함수다. 즉, 다음과 같다.
{\displaystyle \operatorname {ch} (L)=\exp(c_{1}(L))=\sum _{i=0}^{\infty }{\frac {1}{i!}}\operatorname {c} _{1}(L)^{i}\in \overbrace {\operatorname {H} ^{\bullet }(X;\mathbb {Q} )} }
일반적인 복소수 벡터 다발은 분할 원리에 따라 선다발의 합 {\displaystyle E=L_{1}\oplus \cdots \oplus L_{n}}인 것처럼 여길 수 있으며, 천 특성류는 이에 따라 다음과 같다.
{\displaystyle \operatorname {ch} (E)=\sum _{i=1}^{n}\exp(c_{1}(L_{i}))}

### 직접적 정의
분할 원리를 통해 얻는 표현을 그냥 직접적으로 천 지표의 정의로 놓을 수도 있다. 이에 따라, 천 지표는 구체적으로 다음과 같다.
{\displaystyle \operatorname {ch} (E)=\dim _{\mathbb {C} }E+\operatorname {c} _{1}(E)+{\frac {1}{2}}\left(\operatorname {c} _{1}(E)-2\operatorname {c} _{2}(E)\right)+{\frac {1}{6}}\left(\operatorname {c} _{1}(E)^{3}-3\operatorname {c} _{1}(E)\operatorname {c} _{2}(E)+3\operatorname {c} _{3}(E)\right)+\cdots }
여기서 {\displaystyle \operatorname {c} _{i}(E)\in \operatorname {H} ^{i}(E;\mathbb {Q} )}는 유리수 계수 {\displaystyle 2i}차 천 특성류이다. (정수 계수로 정의되는 천 특성류와 달리 천 지표는 유리수 계수만으로 정의된다.)

### 천-베유 이론을 통한 정의
만약 {\displaystyle X}가 매끄러운 다양체이며, 그 위의 {\displaystyle n}차원 복소수 매끄러운 벡터 다발 {\displaystyle E}가 코쥘 접속 {\displaystyle \nabla }를 가졌을 경우, 천-베유 준동형을 통해 복소수 계수 천 지표는 다음과 같은 표현으로 주어진다.
{\displaystyle \operatorname {ch} (E)=\left[\operatorname {tr} \exp {\frac {\mathrm {i} F_{\nabla }}{2\pi }}\right]}
여기서
- {\displaystyle F_{\nabla }\in \Omega ^{2}(X;\operatorname {End} _{\mathbb {C} }(E))}는 {\displaystyle \nabla }의 리만 곡률이며, {\displaystyle \operatorname {End} _{\mathbb {C} }(E)}값 2차 미분 형식이다.
- {\displaystyle \exp }는 {\displaystyle \overbrace {\operatorname {H} ^{\bullet }(X;\mathbb {Q} )} } 속의 형식적 지수 함수이다. 즉, {\displaystyle \operatorname {End} _{\mathbb {C} }(E)} 성분은 합성하고, 2차 미분 형식 성분은 쐐기곱을 취한다. (만약 {\displaystyle X}가 추가로 콤팩트 공간이라면 {\displaystyle n}차 초과의 베티 수가 0이므로 이 급수는 유한하다.)
- {\displaystyle \operatorname {tr} \colon \Omega ^{\bullet }(X;\operatorname {End} (E))\to \Omega ^{\bullet }(X;\mathbb {C} )}는 {\displaystyle \exp(\mathrm {i} F_{\nabla }/2\pi )\in \Omega ^{\bullet }(X;\operatorname {End} (E))}에서 {\displaystyle \operatorname {End} (E)} 성분의 대각합을 취하는 연산이다.
- {\displaystyle [-]\colon \Omega ^{\bullet }(M;\mathbb {C} )\to \operatorname {H} ^{\bullet }(M;\mathbb {C} )}는 드람 코호몰로지에서 미분 형식에 대응하는 코호몰로지류를 취하는 연산이다.

## 성질
천 지표는 (복소수) 위상 K이론에서 유리수 계수 특이 코호몰로지로 가는 환 준동형을 이룬다.
{\displaystyle \operatorname {ch} \colon \operatorname {K} (X)\to \operatorname {H} (X;\mathbb {Q} )}
즉, 같은 위상 공간 위의 두 복소수 벡터 다발에 대하여 다음이 성립한다.
{\displaystyle \operatorname {ch} (E\oplus F)=\operatorname {ch} (E)+\operatorname {ch} (F)}
{\displaystyle \operatorname {ch} (E\otimes F)=\operatorname {ch} (E)\smile \operatorname {ch} (F)}
또한, 임의의 벡터 다발 짧은 완전열
{\displaystyle 0\to E\to F\to F/E\to 0}
에 대하여 다음이 성립한다.
{\displaystyle \operatorname {ch} (E)+\operatorname {ch} (F/E)=\operatorname {ch} (F)}

## 참고 문헌
- 권영현; 윤달선. 《현대 기하학 입문》. 서울: 경문사. ISBN 89-7282-535-2. 2021년 10월 28일에 원본 문서에서 보존된 문서. 2017년 1월 17일에 확인함.
- 조용승 (2012). 《지표이론》. 경문사. ISBN 978-89-6105-622-9. 2014년 11월 12일에 원본 문서에서 보존된 문서. 2017년 1월 17일에 확인함.